# Arnaut de Cumenge
Arnaut de Cumenge, o Cumenges o Comminges, o anche Arnautz Decomunge (... – dopo il 1246), fu un trovatore guascone di lingua occitana.

## Biografia
Originario della contea di Comminges, in Guascogna, apparteneva al ceto cavalleresco locale. Era cugino del conte Bernardo IV di Comminges (morto nel 1225) e prese parte con lui alla resistenza anticrociata nel corso della crociata contro gli albigesi, partecipando, nel 1218, alla difesa di Tolosa dall'assedio messo in atto da Simone IV di Montfort.
È attestato vivente in fonti documentali risalenti al 1246.
Fu autore di un sirventes (BdT 28,1) indirizzato contro gli ordini mendicanti.
E qe·is vai er mest nos meten

E·m plai que dure longamen

Que cel que forssara·l menor,

C'autre sia que lui fors ar

E volria pogues pojar

D'aissi tro a l'emperador,

Que ad un mal un autre pejor aia,

Mas non vezem c'autra dreitura plaia.
[...]»
(Arnaut de Cumenge, Sirventes, 1-9)
Il canzoniere provenzale A gli attribuisce anche un sirventes (BdT 392,22) di carattere politico, intitolato Leus sonetz. Gli altri principali canzonieri provenzali, però, e gran parte della critica moderna lo considerano opera di Rambaldo di Vaqueiras.